# ويليام هاملين
ويليام هاملين (بالإنجليزية: William Hamlin)‏ هو رائد أعمال أمريكي، ولد في 15 أكتوبر 1772 في بروفيدنس في الولايات المتحدة، وتوفي في 22 نوفمبر 1869.